# Еленкович, Небойша
Не́бойша Еле́нкович (серб. Небојша Јеленковић / Nebojša Jelenković; болг. Небойша Йеленкович; 26 мая 1978, Нови-Сад, СФРЮ) — сербский футболист, имеющий болгарское гражданство, полузащитник.

## Карьера

### Клубная
Воспитанник футбольной школы клуба «Нови-Сад». Профессиональную карьеру начал в 1997 году в белградском клубе «Обилич», в составе которого провёл 33 матча, забил 1 мяч и стал, вместе с командой, чемпионом Югославии в сезоне 1997/98.
В июле 1999 года перешёл за 350 тысяч евро в болгарский клуб «Литекс» из Ловеча, где выступал до 2008 года, проведя за это время 199 матчей, забив 5 мячей в ворота соперников и став, вместе с командой, 3 раза обладателем и 2 раза финалистом Кубка Болгарии. В 2004 году получил болгарское гражданство. Некоторое время был капитаном «Литекса».
С августа по ноябрь 2007 года на правах аренды выступал в составе «Кубани», за которую сыграл 2 матча в Высшем дивизионе и ещё 4 матча за дубль, после чего вернулся в «Литекс». В июне 2008 года покинул «Литекс» и переехал в Словакию, в город Трнава, где выступал за местный клуб «Спартак», с которым подписал контракт по системе 2+1. 5 июля 2009 года было сообщено, что по обоюдному согласию сторон руководство «Спартака» приняло решение досрочно расторгнуть контракт с Небойшей, который в сезоне 2008/09 сыграл за команду 27 матчей в чемпионате и забил 1 гол.
В июле 2009 года вернулся в «Литекс».

### В сборной
С 1998 по 1999 год играл в составе молодёжной сборной Югославии (до 21 года), провёл 11 матчей, забил 2 мяча.

## Достижения
- Чемпион Югославии: 1997/98
- Обладатель Кубка Болгарии: 2001, 2004, 2008
- Финалист Кубка Болгарии: 2003, 2007